# Ruth Stachorra
Ruth Stachorra (* 10. September 1938 in Chemnitz; † 3. Juli 2014 in Leipzig) war eine deutsche Politikerin (SPD) und von 1994 bis 1999 Mitglied des Sächsischen Landtages.

## Leben
Ruth Stachorra absolvierte ihr Abitur im Jahr 1956 in Chemnitz, damals Karl-Marx-Stadt. Nach einem Studium legte sie einen Hochschulabschluss mit Staatsexamen in Mathematik und Physik (Pädagogik) ab. Von 1961 bis 1967 arbeitete sie als Lehrerin für Mathematik und Physik, zuletzt an der EOS Richard-Wagner in Leipzig. Zwischen 1970 und 1977 war Stachorra als Lektorin für Mathematik-, EDV- und Jugendliteratur im Teubnerverlag tätig. Von 1977 bis 1990 arbeitete sie als Systemprogrammiererin und Fachgebietsleiterin für Projektbetreuung im Leipziger Institut für Energetik. Seit Oktober 1990 leitete sie als erste Gleichstellungsbeauftragte der Stadt Leipzig das Referat zur Gleichstellung von Frau und Mann und war Dozentin für Kommunalrecht am Studieninstitut der Stadt.
Ruth Stachorra war verheiratet und wurde Mutter von drei Kindern. Sie starb nach langer Krebserkrankung im Alter von 75 Jahren im Juli 2014 in Leipzig.

## Politik
Ruth Stachorra trat im November 1989 in die SDP ein. Im Januar 1990 war sie Gründungsmitglied der Leipziger AsF. Von Januar 1990 bis 1991 war sie Mitglied im Kreisvorstand Leipzig der SDP bzw. nach deren Vereinigung der SPD. Von Februar 1990 bis zur letzten DDR-Kommunalwahl vom 6. Mai 1990 saß Stachorra am Runden Tisch der Stadt Leipzig.
In den Jahren 1991 und 1992 war sie Mitglied im Vorstand des SPD-Unterbezirks Leipzig und des Landesausschusses, seit 1992 Mitglied des Landesvorstandes der SPD in Sachsen.
Im Oktober 1994 zog Ruth Stachorra über die Landesliste der SPD Sachsen in den 2. Sächsischen Landtag ein, dem sie für eine Wahlperiode bis 1999 angehörte. Dort war sie Mitglied im Ausschuss für Wohnen, Bauen und Verkehr.